# Émile Zuccarelli
Émile Zuccarelli (Bastia, 4 agosto 1940) è un politico francese.